# Domnall ua Néill
Domnall ua Néill (... – 980) è stato re di Tara (cioè re supremo d'Irlanda) dal 956 al 980.
Domnall era figlio di Muirchertach mac Néill e nipote di Niall Glúndub, membro dei Cenél nEógain degli Uí Néill del nord. Divenne co-sovrano di Ailech con il fratello Flaithbertach dopo la morte del padre nel 943 e re di Tara dopo la morte del cugino materno Congalach Cnogba degli Uí Néill del sud, un clan dei Síl nÁedo Sláine. Sarebbe stato lui a introdurre alcune riforme militari che furono invece attribuite in seguito a Brian Boru. Tra i suoi figli c'erano Muiredach, padre di Lochlann, che potrebbe essere stato antenato di Domnall Ua Lochlainn, e Muirchertach, antenato degli O'Neill di Tír Eógain.